# Anzi (Olaszország)
Anzi község (comune) Olaszország Basilicata régiójában, Potenza megyében.

## Fekvése
A megye központi részén fekszik. Határai: Laurenzana, Calvello, Trivigno, Abriola, Brindisi Montagna, Castelmezzano, Pignola és Potenza. 

## Története
A település gyökerei az ókorba nyúlnak vissza. Valószínűleg az oszkok alapították. A rómaiak idején Anxia néven a Via Herculea egyik állomása volt. A Nyugatrómai Birodalom bukása után a gótok foglalták el, majd a longobárd Beneventói Hercegség része lett. A 11-12. században épült meg erődítménye, amelynek ma csak romjai láthatók. 1806-ig hűbérbirtok volt, majd a feudalizmus felszámolásával a Nápolyi Királyságban önálló község lett. 

## Népessége
A népesség számának alakulása:

## Főbb látnivalói
- Santa Lucia-templom
- San Donato-templom (18. század)
- Sant’Antonio-templom
- Santa Maria-templom